# Giuseppe Fabris
Giuseppe Fabris (6 de mayo de 1936 - 1 de abril de 2013) fue un jugador de fútbol profesional italiano que jugó en la demarcación de centrocampista.

## Carrera
Giuseppe Fabris debutó a la edad de 19 años con el AC Thiene, jugando durante una temporada. Posteriormente fue traspasado por otra temporada al Calcio Schio 1905. Más tarde en 1958 fue fichado por el Vicenza Calcio, jugando por primera vez en la Serie A el 5 de abril de 1959 contra el Unione Sportiva Alessandria Calcio 1912, jugando un total de ocho partidos y quedando séptimo en liga. Tras una temporada en el equipo fue traspasado al AC Reggiana 1919. Posteriormente fue fichado por el Pescara Calcio, equipo en el que jugó durante tres temporadas y se retiró finalmente en 1964.
Falleció el 1 de abril de 2013 a la edad de 76 años.

## Clubes
| Club              | País   | Año       |
| ----------------- | ------ | --------- |
| AC Thiene         | Italia | 1955-1956 |
| Calcio Schio 1905 | Italia | 1956-1957 |
| Vicenza Calcio    | Italia | 1958-1959 |
| AC Reggiana 1919  | Italia | 1960-1961 |
| Pescara Calcio    | Italia | 1961-1964 |